# Yamagata (kompleks skoczni)
Yamagata – kompleks skoczni narciarskich w japońskim Zaō o punktach konstrukcyjnych K95 i K20.
Rekord skoczni należy do Norwega Roberta Johanssona, który 8 marca 2011 uzyskał 103,5 metra, bijąc o metr poprzedni rekord Akiry Higashiego z 12 marca 2003.
Na skoczni regularnie odbywają się zawody z cyklu FIS Cup, Pucharu Kontynentalnego kobiet oraz Puchar Świata (Najdłuższy skok oddany przez kobietę na tym obiekcie należy do Japonki Sary Takanashi i wynosi 102,5 m).
Przed sezonem 2015/2016 skocznia przeszła przebudowę. Punkt K przeniesiono z 90 na 95 metr, zaś rozmiar skoczni z 100 na 103 metr. Dodatkowo zamontowano igelit, dzięki któremu skoki mogą się odbywać przez cały rok.
W związku z nowymi przepisami Międzynarodowej Federacji Narciarskiej w sezonie 2017/2018 został zmieniony rozmiar skoczni z odległości 103 na 102 metry.